# Twilight Struggle
Twilight Struggle (рус. Сумеречная борьба) — карточный настольный варгейм для двух игроков, темой которого является Холодная война. Один игрок играет за США, другой за СССР. Своё название игра получила из инаугурационной речи Джона Кеннеди: 
Now the trumpet summons us again--not as a call to bear arms, though arms we need--not as a call to battle, though embattled we are-- but a call to bear the burden of a long twilight struggle…
Перевод: 
Сейчас мы снова слышим призыв. Но не к оружию, хоть мы в нём и нуждаемся, не к бою, хоть мы к нему готовы, мы слышим призыв год за годом, «радуясь надежде и претерпевая невзгоды», нести бремя долгой и тяжелой борьбы…
В декабре 2010 года Twilight Struggle стала игрой с самым высоким рейтингом на сайте BoardGameGeek, опередив Puerto Rico.

## Игровой процесс
Система победных очков в Twilight Struggle использует одну шкалу победных очков и один маркер для обоих противников. Шкала имеет значения от −20 (полная победа СССР) до 20 (полная победа США), в начале игры маркер устанавливается на значение 0. Цель каждого из игроков заключается в том, чтобы достигнуть своего максимального значения шкалы победных очков или иметь маркер на своей половине шкалы к моменту окончания десятого раунда. Игрок также может победить, если будет контролировать всю Европу и разыграет карту подсчета очков в Европе. Кроме того каждый игрок может проиграть, если умышленно или нет развяжет ядерную войну.
В игре используются 103 карты (в третьем издании колода увеличена до 110 карт), которые имеют две возможности, события и очки операций. Каждая карта может быть сыграна только с одним или другим результатом, но не с обоими; игрок обязан разыгрывать как минимум одно событие каждый ход. Очки операций позволяют игроку также распространять своё влияние на одну или более стран, попытаться осуществить государственный переворот, попытаться изменить статус страны или продвинуть позицию своей сверхдержавы в космической гонке. События представляют собой конкретные исторические события, такие как создание ЦРУ, Блокада Западного Берлина, Карибский кризис, или могут отображать более общие ситуации, такие как запрет ядерных испытаний, антивоенные протесты или Олимпийские игры.
События помогают либо США, либо СССР. В отличие от многих других карточных игр, если игрок отыгрывает карту (для операций) с событием своего соперника для чего-либо, кроме космической гонки (это сделано специально, чтобы у игрока была возможность распорядится картой, событие которой он не хочет отыгрывать), то событие происходит для другой сверхдержавы, что может пойти на пользу оппоненту, независимо от желания игрока.
Карты в игре делятся на три категории: Начало, Середина и Конец Войны. В первые несколько ходов раздаются только карты Начала Войны, затем в процессе игры в колоду замешиваются сначала карты Середины, затем Конца Войны. Таким образом организуется историческая последовательность событий, поэтому Американо-японский договор о безопасности обычно происходит на несколько ходов раньше Карибского кризиса, уже после которого происходит знаменитая речь Рональда Рейгана об «Империи зла», хотя последовательность событий меняется от игры к игре. Иногда даже эта основная последовательность событий изменяется, так как игроки могут использовать карты Начала Войны для операций, а не как события, для того, чтобы позже снова использовать эти карты (большая часть карт возвращается в колоду после использования).
Влияние используется для взятия стран под контроль одной из сверхдержав. Каждая страна имеет число, которое показывает её уровень стабильности и независимости. Игрок должен иметь больше очков влияние, чем его соперник, на число, равное уровню стабильности. К примеру, Индия имеет уровень стабильности 3, тогда если США имеет 2 очка влияния, а СССР — 5, то СССР контролирует Индию, если числа соответственно 2 и 4, то есть разница меньше 3, тогда ни один из игроков не контролирует Индию. Новые маркеры влияние можно располагать только в странах, уже находящихся под влиянием данной сверхдержавы, или в соседних с ними («Теория домино» в действии). В случае, если страна уже находится под контролем противника, то цена размещения новых маркеров влияния удваивается. Страны с высоким уровнем стабильности также менее уязвимы для государственных переворотов.
Государственные перевороты и уравнения влияния способствует снижению влияния противника в регионе. Бросок кубика для уравнивания влияния позволяет игроку попробовать уменьшить влияние оппонента в странах; шансы на успех такой попытки сильно увеличиваются, если в стране, которая является объектом уравнения, уже есть влияние данного игрока, или он контролирует соседние страны, или его сверхдержава граничит с этой страной. Государственные перевороты (для которых игрок должен прибавить очки операций карты, которую он отыгрывает, к результату броска кубика и вычесть удвоенный уровень стабильности страны: итоговое число показывает количество маркеров влияния противника, которые он убирает из страны, а в случае превышения кладёт соответствующее число своих маркеров влияния) обычно более эффективны и могут позволить игроку восстановить влияние на континенте, который может стать полностью подконтролен его сопернику, так как для государственного переворота не нужно иметь влияние на саму страну или соседние с ней, а очень удачный переворот позволит игроку разместить в стране свои маркеры влияния. Однако, любая попытка переворота в ключевых странах понижает уровень DEFCON на 1.
Оба игрока должны постоянно следить за уровнем DEFCON, которые понижается в случае государственных переворотов и определенных событий. В случае снижения DEFCON до 1 игра немедленно заканчивается, а текущий игрок проигрывает, считаясь ответственным за развязывание ядерной войны. В случае снижения уровня DEFCON перевороты и уравнивания влияния запрещаются в определенных частях карты — они становятся очень маловероятны в Европе (также они ограничиваются в Европе после создания НАТО) и Азии, к примеру, при этом оставаясь возможными в менее стабильных регионах, таких как Африка и Латинская Америка. DEFCON поднимается на 1 после окончания каждого хода и вернётся к значению 5, если игроки не будут совершать действия, снижающие его, что на практике, однако, не случается. Даже если в результате события DEFCON повышается до 4 или 5, как правило, игроки быстро его снижают до 2 своими действиями.
Кроме того, каждый игрок обязан проводить каждый ход определенное число военных операций, равное уровню DEFCON, иначе его противник получает по одному победному очку за каждое недостающее очко военных операций (но в случае, если оба игрока провели равное число военных операций, даже если это число равно нулю, то никто из них не получает победных очков). Необходимое число военных операций может быть достигнуто разыгрыванием военных событий (некоторые из которых могут происходить несколько раз в течение одной игры, к примеру, индо-пакистанские или арабо-израильские войны до подписания Кемп-Девидских соглашений), дополнительные очки необходимо набирать с помощью государственных переворотов.
Игра предназначена только для двух игроков, все остальные страны участвуют в игре только как сателлиты одной из сверхдержав или неподконтрольные ни одной из них. Заметки создателя игры объясняют это отображением психологии Холодной войны, это относится даже к другим великим державам, таким как Франция и Великобритания, поэтому, к примеру, своеобразная внешняя политика Шарля де Голля изображается в игре просто как событие, которое увеличивает влияние СССР во Франции. Единственным исключением является Китай, которые не изображен на карте как страна, которую можно контролировать. Он представлен в игре как карта с большим числом очков операций (кроме того дополнительные очки даются при использовании её в Азии). Карта Китая изначально находится в руке игрока за СССР и после отыгрывания передается другому игроку для использования в последующих ходах. Таким образом представляется маневрирование Китая между сверхдержавами. Игрок, имеющий карту Китая на руках в конце игры, получает дополнительные победные очки.
Обладание достаточным влиянием для контроля над страной не приносит само по себе победные очки, но приводит к «присутствию», «доминированию» (контроль над большим числом как всех стран, так и ключевых) и «контролю» (контроль над большим числом стран и над всеми ключевыми) во всём регионе (Средний Восток, Центральная Америка, Европа и т. д.), которые приносят победные очки при разыгрывании карты подсчета очков в данном регионе. Такие карты могут быть получены и использованы несколько раз в течение одной игры. Также присутствует одна одноразовая карта подсчета очков в Юго-Восточной Азии, которая может быть получена из колоды в середине игры, что приблизительно соответствует времени Вьетнамской войны. Розыгрыш некоторых событий также может привести к начислению победных очков. Кроме того, победные очки приносит продвижение в космической гонке, причем первый игрок, достигший определенного уровня в этой гонке получает больше очков, чем второй.
В течение первых ходов игры борьба в основном сосредотачивается в Европе, Азии и Среднем Востоке, распространяясь на другие регионы, такие как Африка и Центральная Америка, позже, так как карты подсчета очков для этих регионов появляются только после добавления колоды Середины Войны. В начале игры СССР получает определенное преимущество, так как события в Азии приводят к расширению его влияния в этом регионе. События Конца Войны, такие как «Снесите эту стену» и «Солидарность» в Польше, помогают США увеличить своё влияние в Европе, особенно в ключевой стране игры Польше, а волнения в социалистических странах Восточной Европы делают ситуацию для СССР ещё более тяжелой. Обе сверхдержавы получают в период Конца Войны сильные карты, особенно Чернобыль для США и Олдрич Эймс для СССР.

## Награды
Twilight Struggle получила следующие награды:
- 2005 Charles S. Roberts Award — Best Modern Era boardgame (Лучшая игра о современной истории) — Победитель;[3]
- 2005 Origins Awards — Historical Boardgame (Историческая настольная игра) — Номинант;
- 2006 International Gamers Awards — Best Wargame (Лучший варгейм) — Победитель;
- 2006 International Gamers Awards — Best 2 Player Game (Лучшая игра для двух игроков) — Победитель.[4] Первая игра в истории данной премии, которая получила сразу две награды;[5]
- 2006 Diana Jones Award — Excellence in Gaming (Выдающиеся достижения в игре) — Номинант;[5][6]
- 2006 Boardgamegeek Golden Geek Award — Best Wargame (Лучший Варгейм) — Победитель;
- 2006 Boardgamegeek Golden Geek Award — Best 2 player game (Лучшая игра для 2-х игроков) — Победитель;
- 2007 Games Magazine — Best Historical Simulation (Лучший исторический симулятор) — Номинант;[7]
- 2007 BoardGamer.Ru — Лучшая игра для двоих — Победитель;[8]
- 2011 Lucca Games — Best Boardgame for Experts — Победитель;[4]
- 2012 Gra Roku — Game of the Year — Номинант;[4]
- 2012 Ludoteca Ideale — Победитель.[4]